# Esmé MacKinnon
Esmé MacKinnon (ur. 2 grudnia 1913 w Edynburgu, zm. 9 lipca 1999) – brytyjska narciarka alpejska, dwukrotna mistrzyni świata.

## Kariera
MacKinnon została pierwszą w historii mistrzynią świata w zjeździe i slalomie, wygrywając rywalizację w obu tych konkurencjach podczas mistrzostw świata w Mürren. W pierwszych zawodach wyprzedziła swą rodaczkę, Nell Carroll i Austriaczkę Irmę Schmidegg, a w drugich Inge Wersin-Lantschner z Austrii i kolejną Brytyjkę, Jeanette Kessler. MacKinnon zwyciężyła w nieoficjalnej klasyfikacji kombinacji.
Startowała także na rozgrywanych cztery lata później mistrzostwach świata w tej samej miejscowości, gdzie zajęła 10. miejsce w slalomie, 20. miejsce w zjeździe i 13. miejsce w kombinacji.
Ponadto zwyciężyła w slalomie i kombinacji w zawodach Arlberg-Kandahar w Mürren w 1933 roku.

## Osiągnięcia

### Mistrzostwa świata
| Miejsce | Dzień     | Rok  | Miejscowość | Konkurencja | Czas biegu | Strata     | Zwycięzca     |
| ------- | --------- | ---- | ----------- | ----------- | ---------- | ---------- | ------------- |
| 1.      | 19 lutego | 1931 | Mürren      | Slalom      | 2:38,0     | -          | -             |
| 1.      | 20 lutego | 1931 | Mürren      | Zjazd       | 3:05,6     | -          | -             |
| 10.     | 22 lutego | 1935 | Mürren      | Slalom      | 2:23,2     | +19,8      | Anny Rüegg    |
| 20.     | 23 lutego | 1935 | Mürren      | Zjazd       | 3:27,2     | +1:01,4    | Christl Cranz |
| 13.     | 23 lutego | 1935 | Mürren      | Kombinacja  | 198,43 pkt | -33,46 pkt | Christl Cranz |